# Jaco (Timor oriental)
Pour les articles homonymes, voir Jaco.
L'île Jaco est une île de la mer de Timor appartenant au Timor oriental. Elle est incluse dans le parc National Nino Konis Santana. Cette île est inhabitée. Elle est la plus orientale des Petites îles de la Sonde.

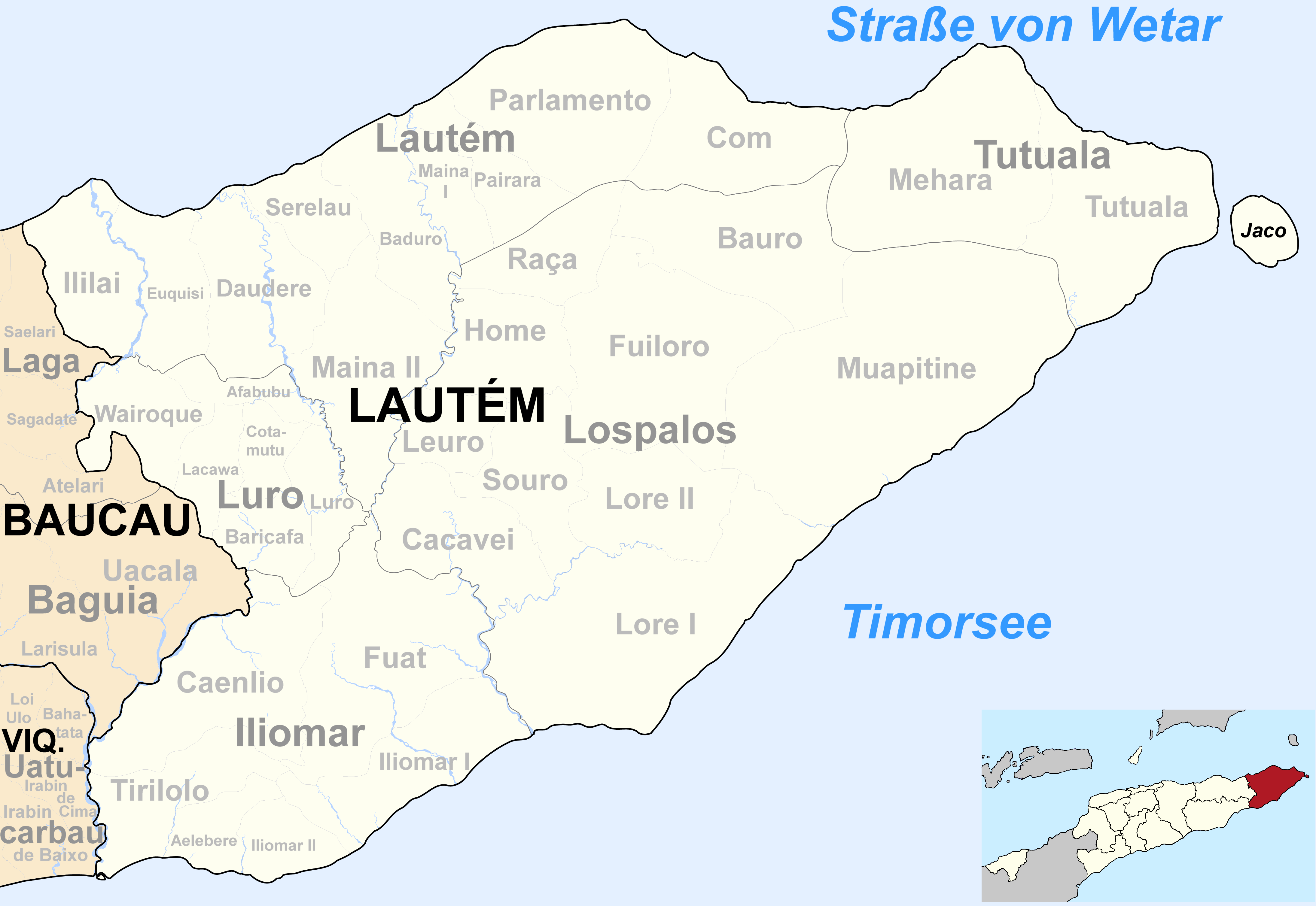
Carte du district de Lautém indiquant L'île Jaco